# Tacksägelsedagen
Tacksägelsedagen var tidigare den fjärde böndagen i Svenska kyrkan, och firas andra söndagen i oktober. Förr i tiden brukade bönderna anlända till kyrkan med kärvar, potatissäckar, och korgar med rotfrukter och äpplen och annat de skördat, för att på så vis tacka Gud för årets skörd.
På vissa platser i Sverige hålls fortfarande skördefest då. Förr brukade varorna delas ut till fattiga efter gudstjänsterna, numera brukar varorna auktioneras ut, framför allt på landsbygden, och pengarna går till välgörande ändamål.
I 1983 års evangeliebok avskaffades böndagarna, som införts 1807 i Svenska kyrkan, och tacksägelsedagen är numera en egen helgdag bland "kyrkoårets övriga helgdagar".
Dagen infaller den söndag som infaller 8–14 oktober. Den liturgiska färgen är vit.

## Bibeltexter
Temat för dagens bibeltexter enligt evangelieboken är "Lovsång". En välkänd text är den text ur Lukasevangeliet, där Jesus bemöter fariséernas kritik av lärjungarnas lovsång:
| ” | Jag säger er att om de tiger kommer stenarna att ropa. | „ |

De här bibelställena är de texter som enligt evangelieboken används för att belysa dagens tema:
| Första årgången                              | Andra årgången                      | Tredje årgången                       | Psaltarpsalm |
| 1 Krön 29:10–14 1 Thess 5:16–24 Luk 17:11–19 | Jer 31:3–6 Upp 4:8–11 Matt 15:29–31 | Vish 7:15–22 Kol 3:16–17 Luk 19:37–40 | Ps 65:9–14   |

### Fotnoter
1. 1 2 3  Ann-Charlotte Fritzon (12 oktober 2012). ”Därför är tacksamhet helgens fokus”. Dagen. http://www.dagen.se/livsstil/d%C3%A4rf%C3%B6r-%C3%A4r-tacksamhet-helgens-fokus-1.114380. Läst 2 juli 2014.
2. ↑  ”Tacksägelsedagen”. Svenska kyrkan. https://www.svenskakyrkan.se/troochandlighet/kyrkoarets-bibeltexter?helgdag=43. Läst 27 november 2015.